# Peter Burke (rugbysta)
Peter Burke (ur. 22 września 1927 w Taurandze, zm. 2 października 2017 w New Plymouth) – nowozelandzki rugbysta grający na pozycji wiązacza, reprezentant kraju, następnie trener i działacz sportowy.
Grać zaczynał w Edgecumbe Primary School, związany był z klubami Hawera, Marist, Stratford i Tukapa. W latach 1946–1947 grał dla zespołów reprezentujących Bay of Plenty i Auckland, a następnie ponad dekadę dla Taranaki. W nim w latach 1948–1959 rozegrał 117 spotkań zdobywając 37 punktów, będąc jego pierwszym w historii zawodnikiem z setką występów. Jako kapitan poprowadził regionalny zespół do zdobycia Ranfurly Shield w 1957 roku oraz w jego obronach w kolejnych dwóch sezonach, a także w meczach przeciwko Springboks czy British and Irish Lions podczas ich tournée w 1959.
Pierwsze powołanie do nowozelandzkiej kadry otrzymał w roku 1950, brał następnie także udział w jej sprawdzianach. W latach 1951–1957 rozegrał dwanaście zwycięskich spotkań dla nowozelandzkiej reprezentacji, w tym trzy testmecze. Dodatkowo pięciokrotnie reprezentował także Wyspę Północną.
W latach sześćdziesiątych i siedemdziesiątych był kolejno selekcjonerem Taranaki (w tym podczas serii obron Ranfurly Shield), zespołu Wyspy Północnej i kadry narodowej. Był także asystentem trenera Taranaki, w 1978 roku samodzielnie prowadził zespół Wyspy Północnej, a przez trzy lata juniorskie zespoły narodowe. Trenerem All Blacks był w latach 1981–1982 i pod jego wodzą drużyna przegrała zaledwie jeden z rozegranych wówczas siedmiu testmeczów, łącznie zaś odniosła dziewięć zwycięstw w jedenastu meczach.
Był także działaczem – prezesem klubu Tukapa, menedżerem kadry U-19 podczas jej wyjazdów, a także prezesem regionalnego i krajowego związku rugby, zasiadał także w jego komisjach.

## Varia
- Za zasługi dla rugby w 1997 roku otrzymał New Zealand Order of Merit w randze oficera[4][9], zaś w roku 2009 został – jako jeden z pierwszej trójki, prócz niego byli to również Stan Lay i Norman Read – przyjęty do nowo utworzonej Taranaki Sports Hall of Fame[10].
- Na jego cześć zostało nazwane trofeum, o które rywalizowały regionalne drużyny Taranaki oraz Bay of Plenty[1][2][11].
- Żonaty z Betty, trzy córki[5][12].
- Pracował jako kierowca cysterny w Caltex[5].